# Park Wiatrowy Suwałki

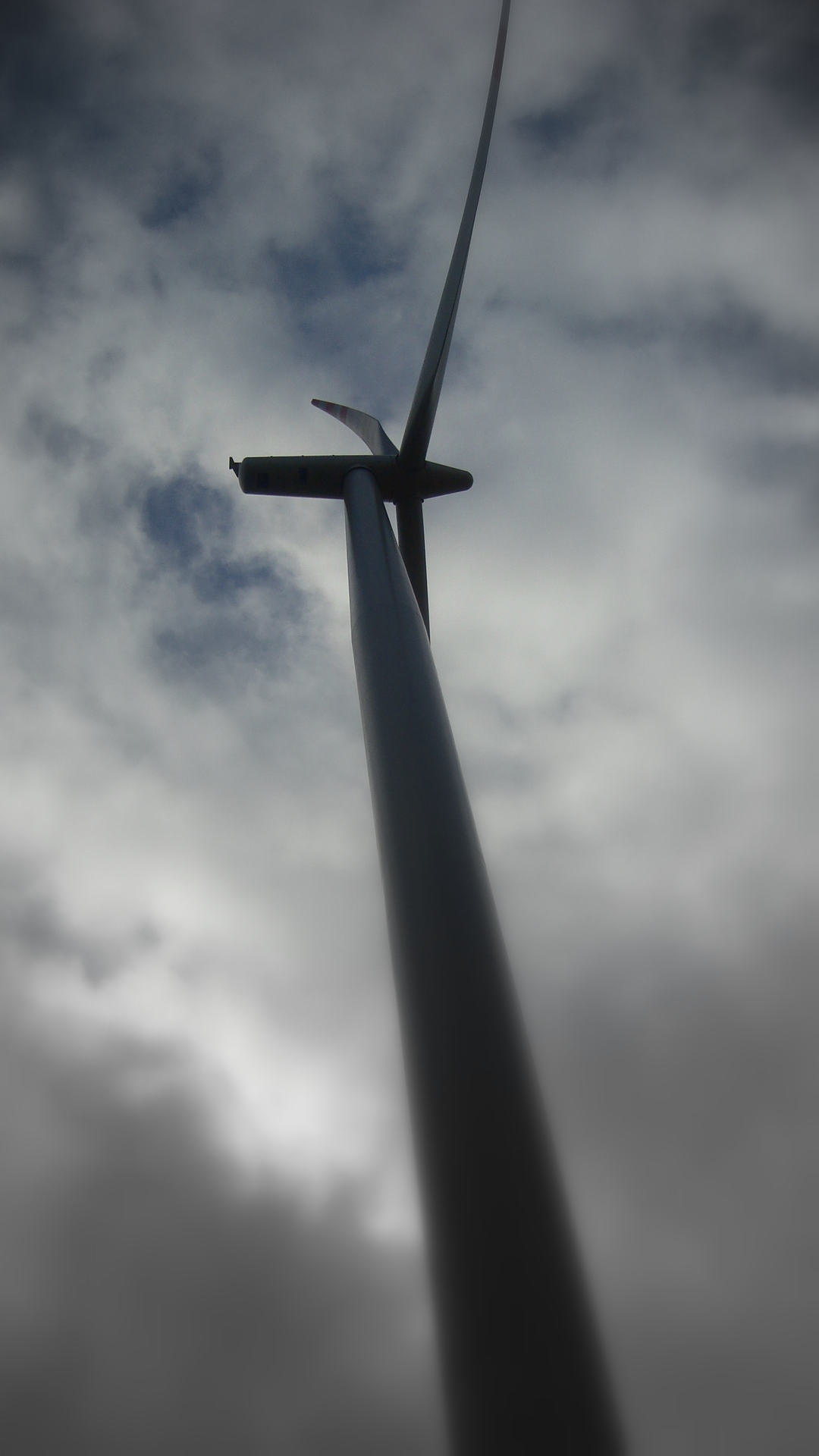
Jeden z wiatraków

Park Wiatrowy Suwałki (w skrócie PWS) – elektrownia wiatrowa (określana również jako farma wiatrowa). Jest to pierwsza elektrownia wiatrowa w Polsce należąca do polskiego przedstawicielstwa niemieckiego koncernu energetycznego – Rheinisch-Westfälisches Elektrizitätswerk AG z siedzibą centrali w Essen.

## Budowa
Początki inwestycji sięgają roku 2003. Po odpowiednim zbadaniu terenu przez pracowników, rok później – w 2004 roku zostały postawione maszty pomiarowe, które stały do końca 2006 roku.
Harmonogram budowy
- luty 2004 – listopad 2006: ustawienie masztów pomiarowych
- grudzień 2006: wydanie pozwolenia na budowę
- marzec 2008: podpisanie kontraktu na dostawę turbin
- lipiec 2008 – marzec 2009: budowa dróg dojazdowych
- sierpień 2008 – luty 2009: wykonanie fundamentów pod elektrownie
- sierpień 2008 – kwiecień 2009: Budowa stacji elektroenergetycznej
- marzec – czerwiec 2009: dostawa elementów elektrowni wiatrowych
- kwiecień – lipiec 2009: budowa elektrowni wiatrowych
- sierpień – październik 2009: rozruch i testy elektrowni wiatrowych
- 26 października 2009: oficjalne uruchomienie Parku Wiatrowego Suwałki

Budowa ostatnich wiatraków Parku Wiatrowego Suwałki oznaczonych jako E-18 i E-19 zakończyła się 30 czerwca 2009 r. Od chwili rozpoczęcia pierwszych prac związanych ze wznoszeniem turbin minęło 2,5 miesiąca (montaż pierwszego wiatraka rozpoczął się 15 kwietnia 2009).
W tym krótkim czasie udało się zbudować 18 wiatraków i zamknąć bardzo ważny etap całej inwestycji. Rozpoczęcie przygotowań i prac związanych z całym procesem powstawania farmy wiatrowej rozpoczęło się dużo wcześniej, poczynając od stosownych zezwoleń, umów dzierżawy gruntów, budowy odpowiedniej infrastruktury (m.in. drogi dojazdowe, linie przesyłowe, GPZ) aż po transport elementów wiatraków i późniejszy montaż na właściwych stanowiskach.

## Informacje
Ogólne informacje o Parku Wiatrowym Suwałki
1. Typ turbiny wiatrowej – Siemens SWT-2.3-93
2. Moc nominalna – 2300 kW
3. Liczba turbin – 18
4. Łączna moc – 41 400 kW
5. Roczna produktywność – przynajmniej 80 mln kWh[2]
6. Średnica wirnika – 92,8 m
7. Wysokość piasty – 103 m
8. Wysokość całkowita – 149,5 m
9. Minimalna prędkość wiatru – 4 m/s
10. Pełna moc – od 13-14 m/s
11. Maksymalna prędkość wiatru – 25 m/s powyżej której następuje automatyczne zatrzymanie wirnika, chroniące przed uszkodzeniem[3]
12. Uniknięte emisje CO2 – Przynajmniej 80 tys. t CO2/rok[2]
13. szacowany koszt inwestycji "Park Wiatrowy Suwałki" ok. 60 mln euro[3]

## Transporty

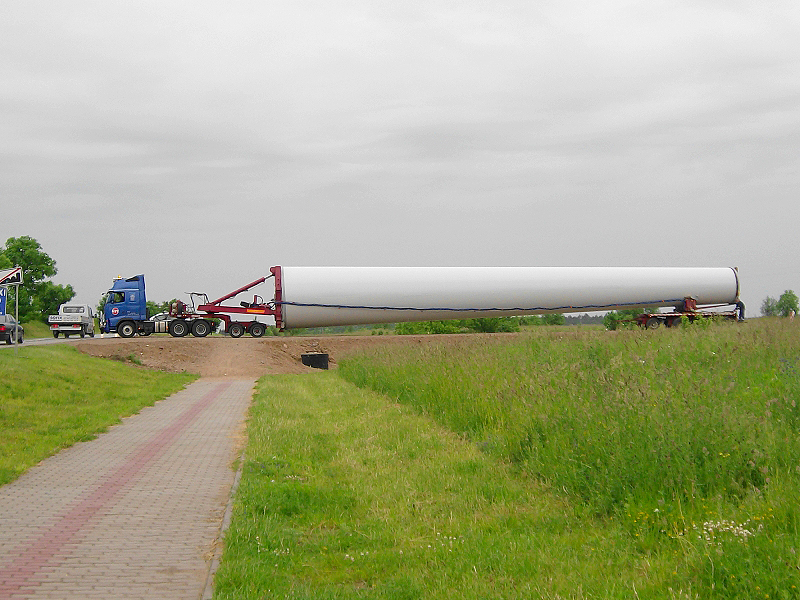
Transport elementów masztu

Suwalskie wiatraki pochodzą z duńskiej fabryki – Brande, skąd były transportowane do litewskiej Kłajpedy statkiem. Następnie elementy wiatraka przewożono specjalnymi ciężarówkami do ładunków wielkogabarytowych. Do przejazdu przez miasto zostały specjalnie przystosowane ulice Pułaskiego, Reja oraz Szpitalna i została wybudowana ulica Armii Krajowej.
Pierwszy transport miał miejsce 27 marca 2009, natomiast ostatni 16 czerwca 2009. Transport z Kłajpedy do Suwałk trwa 6 godzin (podróż powrotna skraca się do 4,5 godziny). Prędkość na prostych odcinkach dróg wynosi około 80 km/h.
Przyczepy są sterowane poprzez kierowców, w przypadku elementów podstawy – przez operatorów znajdujących się z tyłu. Przyczepy wykorzystywane do przewozu skrzydeł są sterowane z kabiny kierowcy, natomiast pilot obserwuje sytuację i w razie potrzeby komunikuje się przez radio, co do odpowiedniego skrętu kół.